# 秋葉大助
秋葉 大助（あきば だいすけ）は、明治・大正期の発明家、実業家。
本項では初代、2代をまとめて記述する。

## 略歴
初代である父の名を、二代目である子（養子）が襲名している。初代、二代目ともに人力車製造業を営み、改良・普及に努め、海外への輸出も行い、東京銀座にあった「秋葉商店」は当時の人力車のトップメーカーであった。その普及度は日本国内全域、海外は天津、上海、香港、卑南（台湾）に輸出し、アフリカザンジバル島まで達していたという。（出典「最新実業界の成功者」鈴木貞次郎編 精華堂（明治41年）国立国会図書館所蔵）
秋葉商店は大正12年（1923年）の関東大震災で被害を受け、人力車の需要も減少していたことから廃業した。

## 初代秋葉大助（1843年7月 - 1894年6月9日）
江戸生まれ。人力車の製造許可を得た高山幸助の組合に加入して人力車の製造した。明治10年（1877年）に第一回内国勧業博覧会に人力車を出品し鳳紋章を受賞、明治23年（1890年）東京諸車製造組合総代に就任、明治24年（1891年）諸車製造業幹事に就任。

## 二代目秋葉大助
明治28年（1895年）横浜英和学校卒業。東京商業学校（現一橋大学）入学。明治31年（1898年）に秋葉家の養子となり、大助を襲名。